# Sessa ibn Daher
Sessa (o Sissa) ibn Daher, també citat com a Lahur Sessa fou, segons l'autor àrab Al-Sephadi, citat per l'autor francès Jean-Étienne Montucla a Histoire des mathématiques, el matemàtic indi que es va inventar el joc dels escacs (en realitat, amb més precisió, el xaturanga).
Segons la història, la invenció del joc va deixar el seu senyor, un príncep indi, (o bé el rei persa Ardshir) tan feliç que va dir al matemàtic que podia demanar-li tot allò que volgués, que li seria atorgat. El matemàtic va dir que com que era modest, només volia un gra de blat per la primera casella del tauler, dos per la segona, quatre per la tercera, i així successivament, anant doblant la quantitat fins a arribar a la casella seixanta-quatrena.
El príncep, inicialment, es va meravellar de la modèstia de la petició, i va ordenar que es complís, però quan es varen fer els càlculs del blat que calia, va constatar que era molt més del que hi havia en tot el regne, i fins i tot a tota Àsia.
Després d'això, el príncep va reconèixer al matemàtic que no podia pagar el preu, i el va elogiar novament, ja que la naturalesa de la petició l'havia deixat més admirat encara que la invenció del propi joc.

## El càlcul matemàtic
El càlcul matemàtic de la quantitat de blat demanada per Sessa al príncep s'expressa en matemàtica moderna mitjançant la fórmula següent, amb un 2 elevat a la seixanta-quatrena potència.
{\displaystyle \sum _{i=0}^{63}2^{i}=2^{64}-1}
La quantitat de grans de blat que caldria per complir la petició seria de 18.446.744.073.709.551.615 grans.